# Thesmophoria
De Thesmophoria (Grieks: τὰ Θεσμοϕόρια) waren, in het Oude Griekenland, een feest, dat jaarlijks ter ere van Demeter Thesmophoros en haar dochter Persephone werd gevierd. 
De Thesmophoria golden als één der belangrijkste Griekse feesten en werden gevierd uitsluitend door (gehuwde?) vrouwen, ter bevordering van de vruchtbaarheid van het pas gezaaide graan, en van de vruchtbaarheid van de vrouwen zelf.
In de Peloponnesos bestond het feest reeds in de oudste tijden. Het was naar daar, zo luidde de mythe, overgebracht uit Egypte door de dochters van Danaos. Het schijnt evenwel van echt Griekse of liever Pelasgische oorsprong geweest te zijn. Bij de Dorische volksverhuizing trad het in de streken die door de Doriërs werden bezet op de achtergrond, maar des temeer stond het overal in ere, waar de invloed van Athene zich liet gelden; ook in Arcadië, in Argolis en op Sicilië werden de Thesmophoria gevierd.
In Attica duurde het feest vijf dagen, van de 9e tot en met de 13e Pyanepsion (d.i. tweede helft oktober / eerste helft november), en zoals gezegd mochten er slechts gehuwde vrouwen aan deelnemen. De twee eerste dagen werden gevierd in Alimos op het voorgebergte Kolios, waarheen de vrouwen in een gemeenschappelijke processie optrokken, met offers en reinigingen (een bad in zee). Dit geschiedde op de 9e en 10e dag van de maand. De deelneemsters trokken zich terug in loofhutten, waarin ze op een bed van planten zaten. Op de 11e dag, Ἄνοδος / Ánodos (= Opkomst) geheten, werd het voornaamste ritueel voltrokken: daartoe aangewezen vrouwen (de ἀντλήτριαι / antlètriai) haalden uit onderaardse keldertjes ("μέγαρα") de half vergane resten tevoorschijn van de biggen die daar in de zomer (bij het Skirophoria-feest) na het dorsen begraven waren, samen met andere vruchtbaarheidssymbolen. Daarna vond de terugkeer naar de stad plaats en de optocht naar de tempel van de godin, aan wie dan een plechtig offer (Thesmophorion) werd gebracht: de opgegraven biggen werden op het altaar gelegd, met zaaikoren gemengd en geofferd. De 12e, de Νηστεία / Nesteia (= Vasten), brachten de vrouwen al treurend en vastend door, om daardoor de bittere droefheid van Demeter over het verlies van haar dochter te gedenken. Op de 13e, de Καλλιγένεια / Kalligéneia (= Goede voortbrengst) werd het feest afgesloten met een gemeenschappelijke feestmaaltijd van de vrouwen.
Het vieren van de Thesmophoria ging steeds met de grootste geheimzinnigheid gepaard. Mogelijk werd er anasyrma uitgevoerd. De Atheense mannen hadden er alleen maar het gissen naar, wat zich daar allemaal precies afspeelde. Blijkbaar raakte het gehele openbare leven door de uittocht van de vrouwen ontwricht, want op de dagen van de Thesmophoria waren in Athene zelfs de gerechtshoven gesloten.  
De viering van het Thesmophoria-feest staat weliswaar centraal in Aristophanes’ komedie Thesmophoriazousai ('Vrouwen vieren de Thesmophoria') uit 411 v.Chr., maar ook uit dit blijspel raken we niet veel wijzer over de precieze modaliteiten.